# Анненков, Юлий Лазаревич
Ю́лий Ла́заревич А́нненков (настоящая фамилия Солитерман; 15 сентября 1919, Винница — 7 апреля 2008, Москва) — советский писатель-прозаик и драматург.

## Биография
Родился в 1919 году в Виннице (Украина). Отец был врачом. Мать преподавала в музыкальной школе.
Поступил в ИФЛИ им. Н. Г. Чернышевского. В 1941 году, после 4 курса ИФЛИ ушёл добровольцем на фронт. Студентам — отличникам, окончившим 4-й курс и идущим на фронт, были выданы дипломы об окончании вуза.
В самом начале войны попал в воинскую часть, сформированную для защиты Москвы. Впоследствии она стала называться 305-й гвардейский миномётный Радомский ордена Александра Невского полк моряков. В составе полка воевал на Западном, Южном, Северо-Кавказском, Карельском фронтах, вначале рядовым наводчиком орудия, а потом офицером — командиром подразделения. Награждён орденом Красной Звезды и рядом медалей. После войны служил на кораблях Черноморского флота.
Юлий Лазаревич начал писать в 1944 году, находясь в госпитале. Подавляющее большинство его литературных произведений связано с морем и людьми флота. Член Союза писателей СССР (1957), много лет был заместителем председателя Комиссии по военно-художественной литературе. Лауреат конкурса Министерства культуры СССР, Союза писателей СССР за лучшую пьесу (1967), Всероссийского конкурса спектаклей (1967), конкурса Министерства культуры РСФСР (1970), конкурса Министерства культуры СССР (1975).
Скончался 7 апреля 2008 года, в Москве.

## Семья
- Жена — Елена (Рахиль) Михайловна Гальперина, поэт, драматург.

## Сочинения

### Романы и повести
- Правда путешествует без виз: Повесть. 1954
- Флаг миноносца: Роман. 1958
- Шахтёрский сенатор: Роман. 1962
- Штурманок прокладывает курс: Роман. 1972
- Дерево жизни: Роман. 1978

### Рассказы
- Диалектика. 2004
- Ника Кабардинская. 2005
- Синий петух. 2006
- Вдаль летит свинья. 2006
- Красивая профессия. 2007
- Грохольский лес. 2007
- Первая жизнь Котика Петропольского. 2007
- Мой дедушка Яков. 2008

### Драматургия (в соавторстве сЕ. М. Гальпериной)
- Севастопольский вальс. оперетта М., 1961 (театры Москвы, Ленинграда, Севастополя, Сталинграда, Киева, Одессы, Воронежа, Нижнего Новгорода, Саратова, Минска, Новоуральска, Куйбышева, Омска, Свердловска, Кирова, Новосибирска. Театры Азербайджана, Коми АССР, Литвы, Татарии, Таджикистана, Удмуртии, Болгарии, Польши и др.)
- Пять минут на размышление. (Сердце балтийца). Музыкальная комедия М., 1963 (театры Москвы, Ленинграда, Свердловска и др.)
- Полярная звезда. Музыкальная комедия М., 1966 (театры Москвы, Ленинграда, Челябинска, Краснодара, Свердловска, Волгограда, Калинина, Хабаровска, Новосибирска, Иркутска, Иванова, Томска, театры Азербайджана, Башкирии, Грузии, Украины и др.)
- Требуется героиня (перехватчики): Музыкальная комедия. М., 1969 (театры Ленинграда, Свердловска, Киева, Одессы, Новосибирска и др.)
- Южный крест. Романтическая оперетта. М., 1971 (театры Ленинграда, Куйбышева, Кемерова, Киева и др.)
- Пусть гитара играет: Музыкальная комедия. М., 1975 (театры Москвы, Иванова, Краснодара, Кемерова, Темиртау, Одессы, Донецка и др. Поставлена в Болгарии и Чехословакии)
- Люби меня сто лет (Золотое платье) Музыкальная комедия. М., 1981 (Волгоградский театр музыкальной комедии и др.)

### Избранные рецензии
- С. Баренц «Поиски и находки». Красная звезда. 18 ноября 1961
- К. Петрова «В семье оперетт…» Советская культура № 139 (1319) 21 ноября 1961
- В. Рыжова «Севастопольский вальс». Московская правда № 291 (12731) 13 декабря 1961
- А. Моров «Героическая оперетта». Огонёк № 3 (1804) 14 января 1962
- А. Шайкевич «Пусть гитара играет». Музыкальная жизнь № 2 1976
- А. Журавлева «Весело о серьёзном». Вечерний Ленинград. 13 января 1967
- Л. Жукова «Требуется героиня». Советская культура. 16 января 1969.